# El caldero mágico (ensayo)
El caldero mágico es un ensayo de Eric S. Raymond sobre el modelo económico que sustenta el desarrollo de software de código abierto. Su título en inglés es The Magic Cauldron. Fue publicado por O'Reilly en 1999 dentro de su libro The Cathedral and the Bazaar.

## Contenido
El ensayo analiza los modelos económicos que sustentan los proyectos libres en cuatro pasos:
- Comienza criticando algunos mitos sobre el retorno de la inversión en desarrollo de software libre y presenta un modelo basado en la teoría de juegos sobre la estabilidad y escalabilidad de la cooperación en el software abierto.
- En segundo lugar, recopila nueve modelos de desarrollo abierto sostenible: dos para actividades sin ánimo de lucro y otros siete para iniciativas orientadas al lucro.
- A continuación describe una teoría para decidir cuando es económicamente rentable desarrollar un programa en modelo abierto o cerrado.
- Por último, examina algunos mecanismos (entonces recientes) compatibles con el mercado para apoyar el desarrollo de software de código abierto (como el patronazgo o los mercados de tareas a contratar)